# University of Edinburgh Business School
La University of Edinburgh Business School (UEBS) es la escuela de negocios de la Universidad de Edimburgo y fue fundada en 1918.
La escuela offrece cursos en dirección y administración de empresas y economía. La UEBS offrece programas de MBA (Master in Business Administration) así como varios cursos de Máster especializados. La escuela está acreditada por las organizaciones internacionales de AMBA y de EFMD (EQUIS) reconociendo la calidad de sus programas a nivel internacional.

## MBA de Edimburgo
El MBA de Edimburgo existe desde 1980 y fue implementado para permitir a sus participantes desarrollar sus competencias de liderazgo y de equipo en un entorno multicultural. La escuela ofrece el programa de MBA en un año (MBA Full Time), en 15 meses (Full-time MBA with Exchange) o 30 meses (Executive MBA - part-time).

## Otros posgrados
- Accounting and Finance
- Banking and Risk
- Business Analytics
- Carbon Finance
- Entrepreneurship and Innovation
- Finance
- Human Resource Management
- International Business and Emerging Markets
- International Human Resource Management
- Management
- Marketing
- Marketing and Business Analysis
- MSc by Research/PhD in Management

Anteriores
- MSc in Finance and Investment
- MSc in Accounting and Finance
- MSc in International Business and Emerging Markets
- MSc in Economics or Economics (Finance)
- MSc in Management
- MSc in Carbon Management
- MSc in Operational Research
- PhD/MSc Research degrees in Management and Economics